# Mutua Madrid Open 2017
Mutua Madrid Open 2017 года — 28-й розыгрыш ежегодного профессионального теннисного турнира среди мужчин и женщин, проводящегося в испанском городе Мадрид (16-й раз) и являющегося частью тура ATP в рамках серии Мастерс 1000 и тура WTA в рамках серии Premier Mandatory.
Турнир прошёл с 6 по 14 мая. Соревнование продолжало околоевропейскую серию грунтовых турниров, подготовительную к майскому Открытому чемпионату Франции.
Прошлогодние победители:
- в мужском одиночном разряде —  Новак Джокович
- в женском одиночном разряде —  Симона Халеп
- в мужском парном разряде —  Жан-Жюльен Ройер и  Хория Текэу
- в женском парном разряде —  Каролин Гарсия и  Кристина Младенович

## Общая информация
Мужской одиночный турнир собрал девять представителей топ-10 мирового рейтинга: из первой десятки отсутствовал только четвёртый в мире Роджер Федерер. Первым номером посева стал лидер классификации и чемпион 2015 года Энди Маррей, а вторым прошлогодний победитель турнира Новак Джокович. Маррей проиграл уже в третьем раунде лаки-лузеру Борна Чоричу. Джокович в свою очередь смог пройти в полуфинал, где его соперником стал № 4 посева и четырёхкратный чемпион турнира Рафаэль Надаль. В итоге испанец смог обыграть Новака и выйти в финал, в котором он обыграл восьмого номера посева Доминика Тима. Для Надаля это пятая победа на турнире и он стал единоличным рекордсменом по количеству титулов в Мадриде в одиночном разряде (до этого она побеждал в 2005, 2010, 2013 и 2014 годах). В основных соревнованиях приняли участие два представителя России: Андрей Кузнецов, проигравший в первом раунде Жо-Вильфриду Тсонга и Карен Хачанов, которой также на старте уступил Давиду Гоффену.
В мужском парном разряде первым номера посева стали Хенри Континен и Джон Пирс. Их пара, как и вторые и третьи номера посева проиграли на стадии четвертьфинала. В итоге титул достался четвёртым номерам посева — Лукаш Кубот и Марсело Мело, которые обыграли в финале шестых номеров посева Николя Маю и Эдуара Роже-Васслена. Прошлогодние чемпионы Жан-Жюльен Ройер и Хория Текэу защищали свой титул, однако уже в первом раунде проиграли Нику Кирьосу и Джеку Соку.
Женский одиночный турнир собрал восьмерых из первых десяти теннисисток в мировом рейтинге. На турнире не выступила лидер мировой классификации Серена Уильямс и № 7 в мире на тот момент Агнешка Радваньская. Первым номером посева стала вторая ракетка мира Анжелика Кербер, которая проиграла в третьем раунде на отказе от продолжения матча с Эжени Бушар. Прошлогодняя чемпионка Симона Халеп защищала свой титул в качестве третьего номера посева и смогла второй год подряд стать победительницей турнира. В финале она обыграла № 14 посева Кристину Младенович. В основном турнире приняли участие шесть представительниц России. Лучшей из них стала Светлана Кузнецова, которая была посеяна под восьмым номером и вышла в полуфинал, где проиграла Младенович.
В женском парном разряде первые два номера посева проиграли свои стартовые матчи. Титул в итоге достался третьим номерам посева — Мартина Хингис и Чжань Юнжань. В финале они нанесли поражение пятым номерам посева Тимее Бабош и Андрее Главачковой. Прошлогодние чемпионки Каролин Гарсия и Кристина Младенович не защищали свой титул, однако Младенович принимала участие в турнире в альянсе со Светланой Кузнецовой, но они проиграла в первом раунде.

## Соревнования

### Мужчины. Одиночный турнир
Рафаэль Надаль обыграл  Доминика Тима со счётом 7-6(8), 6-4.
- Надаль выиграл 3-й одиночный титул в сезоне и 72-й за карьеру в основном туре ассоциации.
- Тим сыграл 3-й одиночный финал в сезоне и 13-й за карьеру в основном туре ассоциации.

### Женщины. Одиночный турнир
Симона Халеп обыграла  Кристину Младенович со счётом 7-5, 6-7(5), 6-2.
- Халеп выиграла 1-й одиночный титул в сезоне и 15-й за карьеру в туре ассоциации.
- Младенович сыграла 4-й одиночный финал в сезоне и 7-й за карьеру в туре ассоциации.

### Мужчины. Парный турнир
Лукаш Кубот /  Марсело Мело обыграли  Николя Маю /  Эдуара Роже-Васслена со счётом 7-5, 6-3.
- Кубот выиграл 2-й парный титул в сезоне и 16-й за карьеру в основном туре ассоциации.
- Мело выиграл 2-й парный титул в сезоне и 24-й за карьеру в основном туре ассоциации.

### Женщины. Парный турнир
Мартина Хингис /  Чжань Юнжань обыграли  Тимею Бабош /  Андрею Главачкову со счётом 6-4, 6-3.
- Чжань выиграла 3-й парный титул в сезоне и 20-й за карьеру в туре ассоциации.
- Хингис выиграла 2-й парный титул в сезоне и 57-й за карьеру в туре ассоциации.